# Koen De Graeve
Koen De Graeve (Aalst, 28 april 1972) is een Belgische acteur. Met zijn rol van Niek in de film Dagen zonder lief van Felix Van Groeningen raakte hij meer bekend bij het grote publiek.

## Levensloop
De Graeve studeerde in 1995 af aan Studio Herman Teirlinck en was sindsdien vooral actief in het theater en speelde enkele gastrollen in verschillende televisieseries.
In 2006 was hij medeoprichter van het theatergezelschap LAZARUS. Hij speelde ook reeds bij Muziektheater Transparant, De Vereeniging, W.A.C.K.O., Het Toneelhuis, De Onderneming, de Koninklijke Vlaamse Schouwburg en HETPALEIS. Daarnaast is hij ook lid van theatercollectief de Kakkewieten.
In 2010 kreeg hij de televisiester van beste acteur bij de derde Vlaamse Televisie Sterren voor zijn rol in Van vlees en bloed. Slechts een week later mocht hij tijdens Humo's Pop Poll Deluxe tevens de medaille voor beste acteur in ontvangst nemen. In hetzelfde jaar won hij bovendien Beste Acteur op de Vlaamse Filmprijzen. In 2012 kreeg hij de televisiester van beste acteur bij de vijfde Vlaamse Televisie Sterren voor zijn rol in De Ronde.

## Filmografie

### Film
- Ad Fundum (1993) - als student 't Vat'
- Alias (2002) - als booteigenaar
- Dagen zonder lief (2007) - als Nick
- Pascal en Patricia. En Joeri. (2007) - als Pascal
- (N)Iemand (2008) - als Michel
- Los (2008) - als Jonas
- Loft (2008) - als Marnix Laureys
- De helaasheid der dingen (2009) - als Celle
- Smoorverliefd (2010) - als Johan
- Zot van A. (2010) - als Bruno
- Schellebelle 1919 (2011)
- Tot altijd (2012) - als Mario Verstraete
- Traffic Jam (2013) - als Jimmy De Vlaeminck
- Halfweg (2014) - als Stef
- Elephantus (2014) - als Erik De Langhe
- Onder het hart (2014) - als Luuk
- P (2014) - als vader
- Het leven volgens Nino (2014) - als Bruno
- A Broken Man (2015) - als Astère
- Terug naar morgen (2015) - als Victor
- Broer (2016) - als Michel
- Vele hemels boven de zevende (2017) - als Casper
- Coureur (2018) - als Mathieu Vereecke
- Pathetics (2019) - als Karel
- Beau Monde (2020) - als Jean

### Televisie
- F.C. De Kampioenen (1996) - als Johan
- Kongo (1997) - als Fred Lelong
- Heterdaad (1998) - als meester Claes
- Recht op Recht (2002) - als Bruno Buggenhout
- Recht op Recht (2002) - als Maten
- Het eiland (2004) - als garagist
- De vloek van Vlimovost (2004)
- Oekanda (2005) - verschillende rollen
- Team Spirit - De Serie 2 (2005) - als Brickx
- Flikken (2008) - als Dirk Maçon
- En daarmee basta! (2008) - als Dirk Vandenbroeck
- Van vlees en bloed (2009) - als Mike Heylen
- Jes (2009) - als Luc De Wilde
- De Ronde (2011) - als Lasse Verreck
- Zone Stad (2011) - als Maarten De Rijck
- Deadline 14/10 (2012) - als Peter Van Laer
- Clan (2012) - als Willem
- Met man en macht (2013) - als Kris Verelst
- Wat als? (2013-2016, 2019) - verschillende rollen
- Safety First (2014) - als Olivier
- Trollie (2015) - als Jelle
- Auwch_ (2016-2019) - als zichzelf
- Tytgat Chocolat (2017) - als vrachtwagenchauffeur
- Studio Tarara (2019) - als Rik 'Ricky' Bolsens
- Déjà Vu (2021) - als Nick De Klerck
- De Kraak (2021) - als Bart Davids
- De twaalf (2023) - Anton Bergman
- Ferry (2023) - als Marco Grootaers

## Musicals
- Adams appels (2009-2010) - als Ivan